# Nealcidion laetulum
Nealcidion laetulum là một loài bọ cánh cứng trong họ Cerambycidae.